# Centralia Union Depot
Centralia Union Depot je stanice železniční sítě Amtrak ve městě Centralia v americkém státě Washington. Obsluhují ji osobní vlaky Amtrak Cascades a Coast Starlight. Jedná se o dvanáctou nejvyužívanější stanici ve státě Washington, kde jich má Amtrak osmnáct. Denně zde nastoupí nebo vystoupí 65 cestujících. Zatímco koleje vlastní společnost BNSF Railway, návazná spojení poskytuje dopravní podnik Twin Transit.

## Historie
Budovu stanice postavila roku 1912 společnost Northern Pacific Railway jako třetí železniční stanice ve městě od roku 1880. Jedná se o velkou cihlovou budovu zkonstruovanou v reakci na 400% nárůst obyvatelstva, který město potkal na počátku 20. století. Už dva roky po jejím otevření jí projelo 44 osobních a 17 nákladních vlaků denně. Hned nedaleko stanice se nacházela Tower Avenue se čtrnácti hotely a centrum města s pěti divadly a osmi bankami.
Krach železniční společnosti Northern Pacific v roce 1970, počátek působení osobních vlaků Amtrak v roce 1971 a zvýšené využití nedaleké mezistátní dálnice Interstate 5 zavinily chátrání budovy. Stejně tak i centrum města v té době procházelo ekonomickým úpadkem. Místní veřejní vůdci si v 80. letech minulého století všimli tohoto problému a vybudovali dvacetiletý plán na zakoupení stanice a její rekonstrukci, která byla částí revitalizace celého centra města.
Roku 1996 vznikla spojením dvou společností železnice BNSF Railway, a tak se jak město Centralia, tak státní ministerstvo dopravy snažilo prodat stanici nové společnosti. Ta souhlasila a nechala si ji od města renovovat. Renovace obsahovala dvě fáze. Zatímco ta první se odehrála ještě v roce 1996 a jednalo se o exteriérní práce (zmírnění zchátralosti budovy, nahrazení střešních oken, instalace nové střechy, přidání nových užitečností a parkovacích míst), druhá fáze byla uskutečněna roku 2000 a jednalo se o interiérní práce (nahrazení podlah a renovace pokladny, úschovny zavazadel, skladiště, vzdušné ventilace a výtahů).
Renovace byla ukončena v dubnu 2002, což bylo následováno oslavou při městském festivalu zvaném „Dny železnice“. Stanice je od roku 1988 zapsána v Národním rejstříku historických míst.